# Conselho de Defesa da Croácia
O Conselho de Defesa Croata (em croata: Hrvatsko vijeće obrane, HVO) foi uma formação militar da auto-proclamada República Croata da Herzeg-Bósnia durante o período de 1991 a 1994, lutando na Guerra da Bósnia.
A HVO foi incorporada a o Exército da Federação da Bósnia e Herzegovina (VFBiH) em dezembro de 1995, seguindo o Acordo de Dayton. Em dezembro de 2005, a HVO foi reorganizada como 1º Regimento de Infantaria (Guarda) do Exército da Bósnia e Herzegovina após o VFBiH se fundir com o Exército da Republika Srpska, formando um único exército.
Na fase inicial da Guerra da Bósnia, o HVO lutou ao lado do Exército da República da Bósnia e Herzegovina (ARBiH) contra os sérvios-bósnios, mas no último estágio do conflito colidiu contra a sua antiga especialmente, na área de Mostar.

## História
A HVO foi criada no dia 8 de Abril de 1992, na cidade de Grude, na República Croata da Herzeg-Bósnia (hoje, Bósnia e Herzegovina), poucos meses após a declaração de independência da Herzeg-Bosnia, em 17 de novembro de 1991, pelos partidários da HDZ (Hrvatska Demokratska Zajednica, União Democrática Croata).
Criada com o intuito de defender a República Croata da Herzeg-Bósnia de agressões vindas de Bósnios ou Sérvios, a HVO recebeu apoio logístico, politico e militar da Croácia, tendo sido equipada e treinada por militares croatas.